# Bitwa pod Wersyniką
Bitwa pod Wersyniką, bitwa pod Wersiniką – starcie zbrojne, które miało miejsce 22 czerwca 813 między siłami bizantyńskimi a bułgarskimi, zakończone zwycięstwem Bułgarów.

## Tło
Po zwycięstwie w bitwie na przełęczy Wyrbica, Krum rozpoczął ofensywę przeciwko Bizancjum. Na wiosnę 812 zajął Dewelt, a w listopadzie – Messembrię, gdzie oprócz złota i srebra zdobył znaczne zapasy ognia greckiego. Wobec tych klęsk cesarz Michał I Rangabe skłaniał się do przyjęcia postawionych przez Kruma warunków pokoju, lecz ostatecznie uległ namowom stronnictwa wojennego z Teodorem Studytą na czele i zdecydował się stawić czoła nowemu najazdowi bułgarskiemu, który rozpoczął się w lutym 813.

## Przebieg bitwy
Obie armie spotkały się na początku czerwca w okolicach Wersyniki. Pomimo posiadanej przewagi liczebnej, cesarz nie zdecydował się uderzyć na Bułgarów i przeciwne armie stały naprzeciw siebie przez 15 dni. Dopiero 21 czerwca Jan Aplakes, dowódca składającego się z kontyngentów trackich i macedońskich lewego skrzydła, zdołał przekonć cesarza do zaatakowania Bułgarów następnego dnia. W natarciu nie wzięły jednak udziału wojska z Anatolii, znajdujące się na prawym skrzydle pod dowództwem Leona Armeńczyka, które zamiast tego szybko uciekły z pola bitwy. Zarówno siły Jana Aplakesa, jak i dowodzone przez cesarza centrum, zostały rozbite przez Bułgarów.
Według Stevena Runcimana Leon Armeńczyk dopuścił się zdrady, o czym Krum wiedział wcześniej, gdyż (najprawdopodobniej pierwszy raz w historii) stawił czoła wojskom bizantyńskim w otwartym polu, w dodatku przeważającym liczebnie.

## Po bitwie
Klęska znacząco podważyła autorytet cesarza. Już 11 lipca Michał I Rangabe został zdetronizowany, a tron objął Leon V Armeńczyk. W tym czasie Krum kontynuował ofensywę – część wojsk, na czele których stanął jego brat, rozpoczęła oblężenie Adrianopola, a on sam na czele większej grupy pomaszerował na Konstantynopol, którego nie udało mu się jednak zdobyć. Zwabiony do miasta przez cesarza pod pozorem rozmów wpadł w zasadzkę, z której udało mu się uciec, został jednak lekko ranny. W drodze powrotnej Krum przesiedlił ludność zdobytego Adrianopola nad Dunaj, lecz dalsze działania przerwała jego śmierć w 814.